# Péwé
Péwé är en sjö i Antarktis. Den ligger i Östantarktis. Nya Zeeland gör anspråk på området. Péwé ligger 550 meter över havet.